# ボーイングPAV
Passenger Air Vehicle
ドバイ航空ショー2019のボーイングPAVモックアップ
- 用途：個人用電動航空機
- 製造者：ボーイングNeXt（英語版）
- 初飛行：2019年1月22日

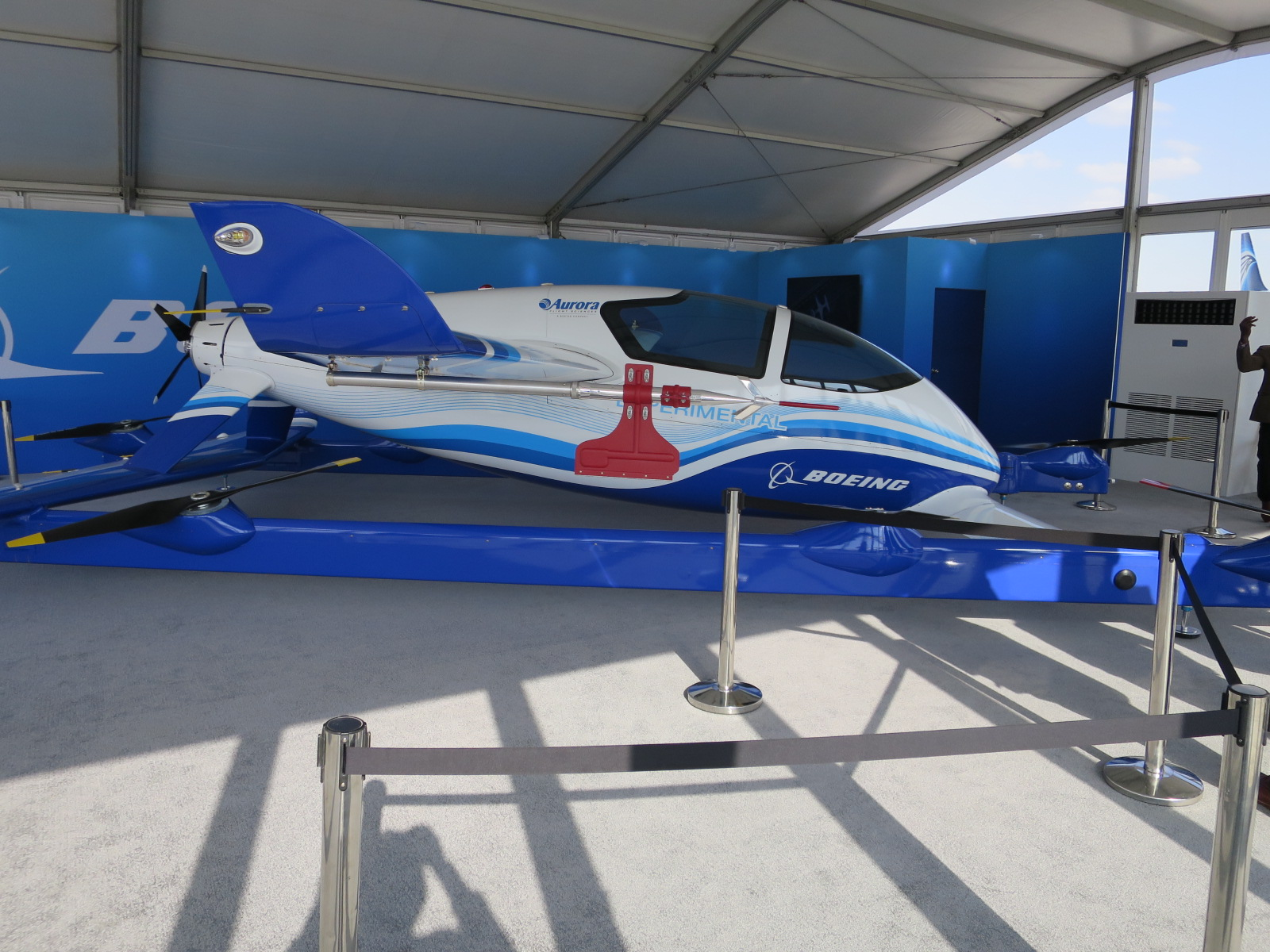
ボーイングPAVモックアップ

ボーイングPAV（英語: Boeing Passenger Air Vehicle）は、オーロラ・フライト・サイエンシズの支援を受けてボーイングのボーイングNeXt部門によって開発された自律型個人用航空機のプロトタイプ。
ボーイングの子会社であるオーロラ・フライト・サイエンシズは、2019年までにeVTOLプロトタイプの設計、開発を行った。オーロラの航空機は、Uber Elevate Missionの一環としてUberと2017年に提携して誕生し、オーロラは、1/10スケールモデル及び1/4スケールモデルのPAVコンセプトのテスト試験も実施した。
2019年1月22日、PAVはバージニア州マナサスで最初に飛行し、さらなるテストとホバリングを行い前進飛行に移行した。
2019年6月4日、PAVは5回目のテスト飛行中に墜落。ボーイングの担当者は、墜落の詳細について公表を避けている。

## 主な仕様
- パイロット：なし (自動操縦)
- 乗客：2名
- ペイロード:225 kg
- 長さ:9.14 m
- 翼幅:8.53 m
- 空虚重量:575 kg
- 最大離陸重量:800 kg
- 巡航速度:180 km/h
- 航続距離:80 km